# Западный канон

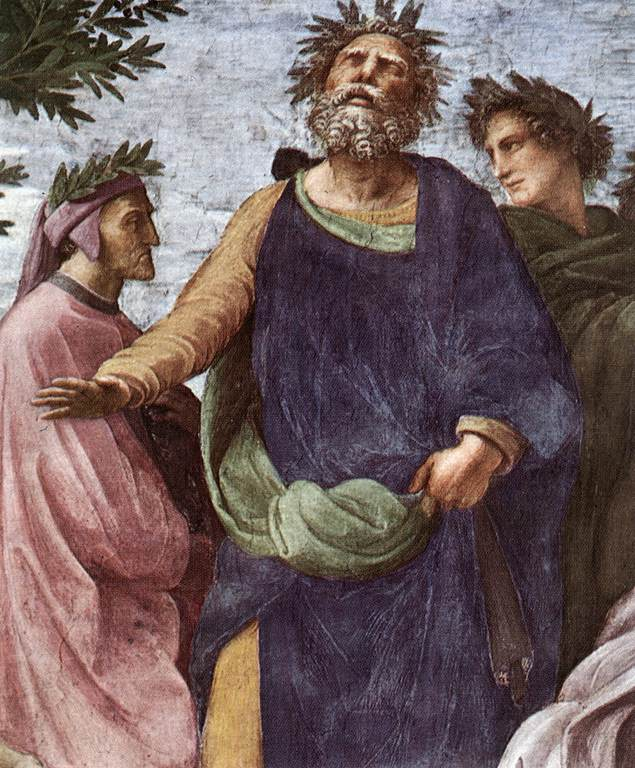
Данте, Гомер и Вергилий на фреске Рафаэля Парнас (1509—1511 гг.), ключевые фигуры в западном каноне

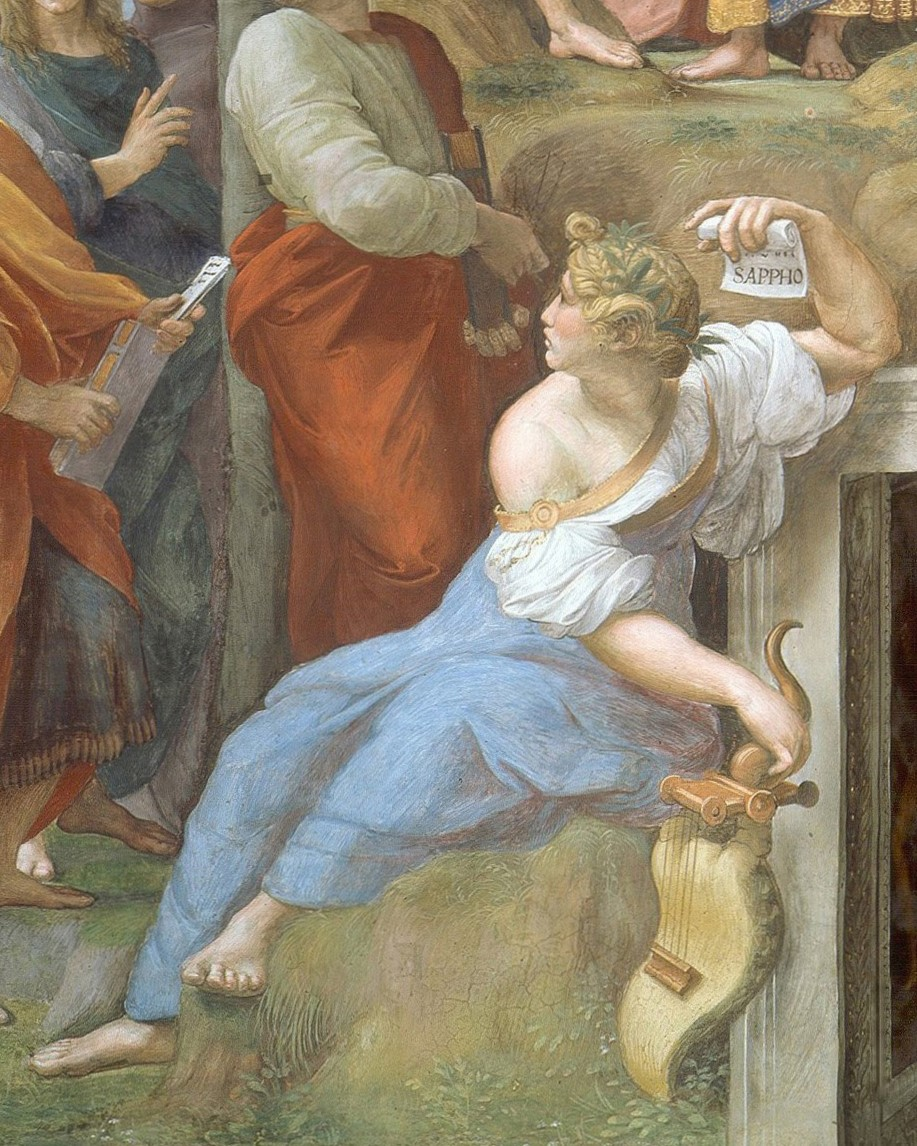
Фрагмент с фрески Рафаэля Парнас (1509—1511 гг.), на котором изображена Сапфо рядом с другими поэтами. В левой руке она держит свиток со своим именем

Западный канон (англ. Western canon, от др.-греч. κανών, kanṓn — норма, правило, стандарт) — культурный канон западной цивилизации, «сокровищница» западной культуры, классические произведения изобразительного искусства, литературы, философии, музыкальные произведения.
Не все произведения западного канона были созданы западными авторами. Западный канон — это «определённая западная интеллектуальная традиция, идущая в философии от Сократа до Витгенштейна, и от Гомера до Джеймса Джойса в литературе». Библия, продукт древней еврейской культуры Леванта, оказала значительное влияние на формирование западной культуры. Она вдохновляла многих авторов памятников человеческой мысли, литературы и искусства.
Литературный канон практически не меняется со временем. В американской и европейской образовательной и интеллектуальной среде в 1980—1990-е годы происходили литературные дебаты, в рамках которых предлагалось включить в него больше женщин-литераторов и представителей расовых меньшинств. В то же время, каноны музыки и изобразительного искусства были расширены, и стали охватывать Средневековье и последующие века. Более новые средства информации, например кино, заняли в каноне сомнительное положение. В течение XX века во всём мире растёт интерес к значительным художественным произведениям Азии, Африки, Ближнего Востока и Южной Америки, включая бывшие европейские колонии.

## Классика

В живописи Мона Лиза Леонардо да Винчи (ок. 1503—1506 гг.) считается архетипичным шедевром

Классика (от лат. classicus) — обозначение исторической эпохи, а также определённой эстетической нормы. Уже в эллинистическое время достижения предшествующей эпохи (V—IV вв. до н. э.) воспринимались как некий образец. Произведения искусства и словесности всё больше канонизировались и чаще воспроизводились. Ещё Авл Геллий, римский писатель II века, в сборнике «Аттические ночи» (лат. Noctes Atticae) (19, 8, 15) обозначал этим словом нечто образцовое, высококлассное в литературных произведениях. В Александрийской библиотеке учёные использовали термин «принятый, включённый» (др.-греч. Hoi enkrithentes) или «классики» (лат. classici) для обозначения наиболее выдающихся авторов и их произведений. Раннехристианские отцы церкви использовали термин «канон» для ранжирования авторитетных текстов Нового Завета. Они учитывали расходы на пергамент, папирус и механическое воспроизведение книг, таким образом, включение книги в «канон» гарантировало ей сохранение.
Хотя термин «классика» часто ассоциируется с произведениями западной культуры, его применяют и к произведениям литературы, музыки, искусства других культур, например, можно говорить о китайской или индийской классике. Родственным словом является «шедевр», который в современном употреблении относится к творению, получившему высокую оценку критиков, особенно к такому, которое считается величайшим произведением за всю карьеру автора или произведением выдающегося творчества или мастерства. Исторически сложилось так, что в западной культуре под этим словом подразумевается произведение очень высокого уровня, созданное автором с целью получения членства в гильдии или художественной академии.
В современном определении, классика — это книга или любое другое произведение искусства, признанное образцовым или достойным внимания. Так, например, для католических богословских трудов таким признанием может служить имприматур, а для других произведений литературы — включение в список великих книг. В настоящее время западный канон включает лучшие произведения западной культуры.

## Литературный канон
Термин «литературный канон» относится к классификации литературы. Этот термин широко используется для обозначения группы литературных произведений, которые считаются наиболее важными для определённого периода времени или места. Например, может быть канон, состоящий из произведений из определённой страны, или произведений, написанных в течение определённого периода. Таким образом, литературный канон устанавливает собрание похожих или связанных литературных произведений.

### Классическая литература
Вопрос о том, что делает книгу «классической», интересовал различных авторов, критиков и литераторов, от Марка Твена до Итало Кальвино. Вопросы о классической западной литературе рассматривали Томас Элиот, Шарль Огюстен де Сент-Бёв, Майкл Дирда, Эзра Паунд.
Термины «классическая книга» и «западный канон» тесно связаны между собой, но не обязательно являются синонимами. «Канон» — это перечень книг, которые считаются выдающимися, и он может быть опубликован в виде книжной серии (например, «Великие книги западной цивилизации», «Современная библиотека», «Библиотека обывателя» или «Penguin Classics»), представлен в виде списка с академическим имприматуром (например, Гарольда Блума), или быть официальным списком для чтения в университете.
Некоторые из писателей, которые обычно считаются наиболее важными в западной литературе — это: Гомер, Эсхил, Софокл, Еврипид, Аристофан, Вергилий, Гораций, Овидий, Данте Алигьери, Джованни Боккаччо, Джефри Чосер, Франсуа Рабле, Мишель де Монтень, Мигель де Сервантес, Лопе де Вега, Уильям Шекспир, Джон Мильтон, Мольер, Жан Расин, Вольтер, Карло Гольдони, Сэмюэл Джонсон, Иоганн Вольфганг фон Гёте, Уильям Вордсворт, Джейн Остин, Стендаль, Оноре де Бальзак, Александр Пушкин, Виктор Гюго, Николай Гоголь, Чарльз Диккенс, Иван Тургенев, Уолт Уитмен, Герман Мелвилл, Джордж Элиот, Шарль Бодлер, Гюстав Флобер, Фёдор Достоевский, Лев Толстой, Генрик Ибсен, Эмили Дикинсон, Артюр Рембо, Зигмунд Фрейд, Антон Чехов, Марсель Пруст, Томас Манн, Джеймс Джойс, Вирджиния Вульф, Франц Кафка, Томас Элиот, Уильям Фолкнер, Михаил Булгаков, Хорхе Луис Борхес, Пабло Неруда, Владимир Набоков, Фернандо Пессоа, Альбер Камю, Джон Стейнбек, Сэмюэл Беккет.
Кроме того, некоторые важные произведения других культур оказали большое влияние на западную цивилизацию: Гильгамеш (ок. 2100 г. до н. э.), Махабхарата (ок. 800 г. до н. э.), Библия (ок. V века до н. э. — I век н. э.), Тысяча и одна ночь (ок. VII века нашей эры), Повесть о Гэндзи Мурасаки Сикибу (ок. 973 или 978 — ок. 1014 или 1031) и Сон в красном тереме Цао Сюэциня (1715 или 1724—1763 или 1764 гг.).

### Программа «Великие книги»

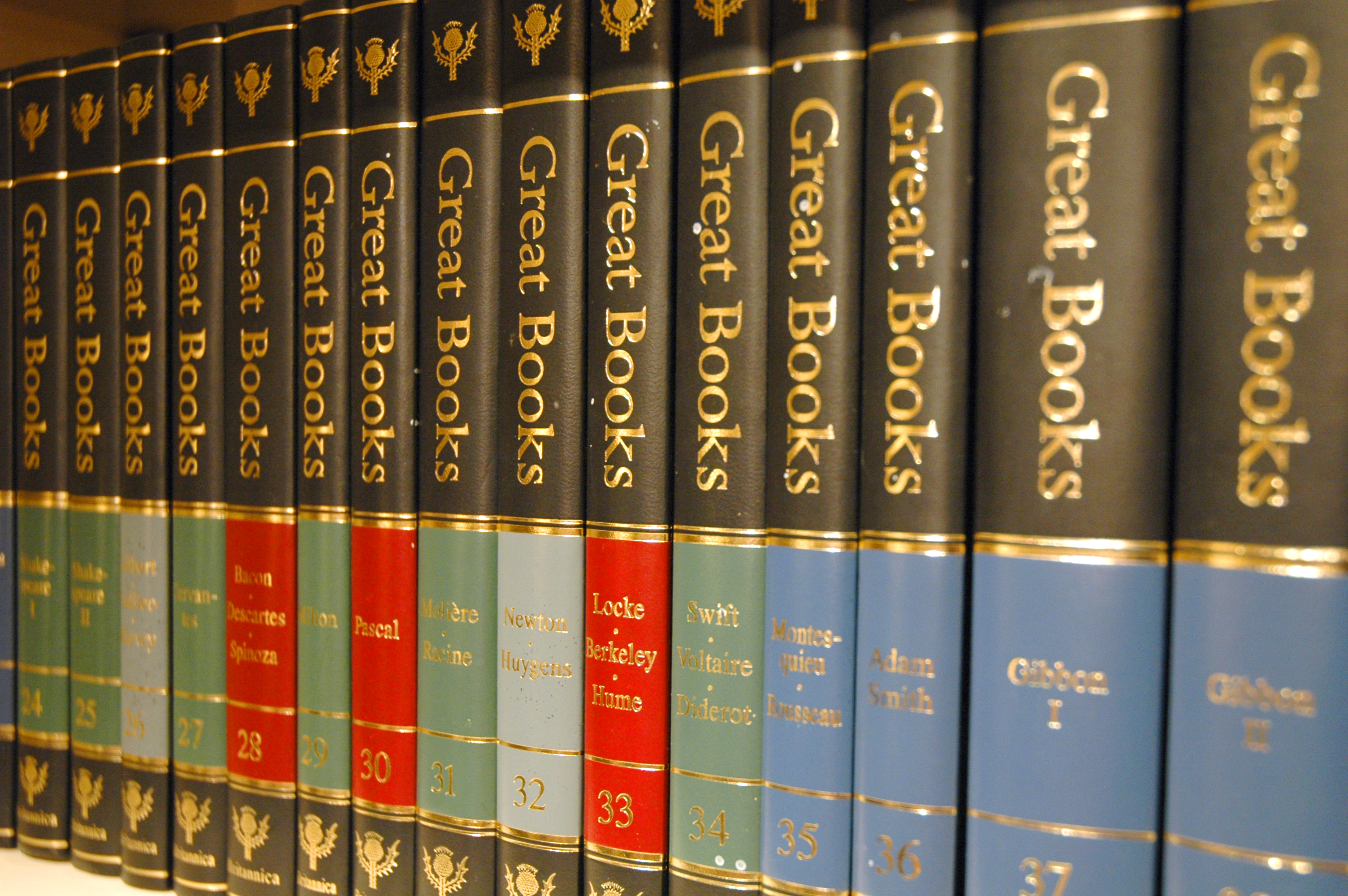
Книжная серия Великие книги западной цивилизации в 60 томах

В 1920-х годах профессор Джон Эрскин убедил руководство Колумбийского университета (США) учредить курс Honors, посвящённый чтению великих книг. Список, который он составил, содержал названия более шестидесяти книг, имевших отношение ко всем областям учебной и художественной литературы. Джон Эрскин стремился включить в него все по-настоящему великие книги, а не произведения определённого периода или определённой тематики. С момента своего появления список Эрскина подвергся многочисленным изменениям и переработкам.
Эрскин предложил улучшить систему высшего образования, вернув её к западной традиции широкого междисциплинарного обучения «Семи свободным искусствам». Среди поддержавших его учёных и преподавателей были Роберт Хатчинс, Мортимер Адлер, Стрингфеллоу Барр, Скотт Бьюкенен, Жак Барзен и Александр Мейкледжон. Они считали, что акцент на узкую специализацию в американских колледжах навредил качеству высшего образования, так как не смог раскрыть студентам важные продукты западной цивилизации и мышления.
Перечень «великих книг» Эрскина так и не стал общенациональной программой, но и поныне более 30 американских университетов и колледжей пользуются тем или иным вариантом этой идеи в рамках курса свободных наук и искусств. В частности, современная университетская программа «Великие книги» была вдохновлена движением «Великие книги» Джона Эрскина.
Важный компонент таких учебных программ — высокая степень вовлечённости студентов в работу с первичными текстами, «Великими книгами». Учебные планы программы «Великие книги» следуют каноническому перечню произведений, важных для образования студентов, и включают, например «Государство» Платона или «Божественную комедию» Данте. Такие программы часто фокусируются исключительно на западной культуре. В рамках программы «Великие книги» проводятся лекции, семинары, отдельные дискуссионные группы.
По состоянию на 2020 год более 100 высших учебных заведений, в основном в США, предлагают студентам различные варианты программ «Великие книги».
На протяжении большей части XX века издательство Modern Library выпускало книги, входящие в состав западного канона. К 1950-м годам перечень изданий насчитывал более 300 наименований — от Аристотеля до Альбера Камю, и продолжал расти. В 1990-х годах развернулась дискуссия вокруг концепции западного канона, а перечень изданий Modern Library подвергся критике как «слишком американский». В ответ на критику издательство подготовило новые книжные серии «100 лучших романов» и «100 лучших нехудожественных произведений», составленных известными писателями, а позже издавало книжные серии из произведений, номинированных читателями.

### Дебаты
В 1960-е годы в США впервые стала реализоваться программа политкорректности и мультикультурализма, а университеты взяли курс на «равенство», решили покончить с расизмом, сексизмом и элитизмом. Либерализация образования в США, которую диктовал модный тогда мультикультурализм, привела к замене фундаментальных знаний. У критиков таких образовательных программ это называется «курсы Микки Мауса», где мультфильмы изучаются наравне, а иногда и вместо Шекспира. Начиная с этого времени в США (и других странах) начались дебаты по поводу природы и статуса канона — так называемые «канонические войны», в которых традиционалисты бились за программу обучения, сосредоточенную на классике, против мультикультуралистов, которые отстаивали права женщин и всевозможных меньшинств в литературе.
Многие из этих споров уходят корнями в критическую теорию, феминизм, критическую расовую теорию и марксизм. В частности, в постмодернистских исследованиях утверждается, что в науке преобладает предвзятость, поскольку традиционно основное внимание в академических исследованиях истории и западной культуры уделяется только Европе и мужчинам. Американский философ Джей Стивенсон утверждал:

[В] постмодернистском периоде […] было установлено, что «мёртвые белые мужчины» писали литературу, служащую идеологическим целям консервативной и репрессивной английской гегемонии […] В ряде реакций против расы, пола и классовых предрассудков, вплетённых в традицию англоязычной литературы, мультикультурные писатели и теоретики политической литературы стремились разоблачить несправедливость и предрассудки, противостоять им и исправить их.Оригинальный текст (англ.)[In] the postmodern period […] [t]raditional literature has been found to have been written by "dead white males" to serve the ideological aims of a conservative and repressive Anglo hegemony […] In an array of reactions against the race, gender, and class biases found to be woven into the tradition of Anglo lit, multicultural writers and political literary theorists have sought to expose, resist, and redress injustices and prejudices.— 
Классицист Бернард Нокс сослался на эту тему, когда представил свою Джефферсоновскую лекцию в 1992 году. Нокс использовал намеренно провокационное название «Старейшие мёртвые белые европейские мужчины» в качестве названия своей лекции и последующей одноимённой книги, в которой защищал непреходящую актуальность классической культуры для современного общества.
Американский философ, политолог, профессор Чикагского университета Алан Блум в своей книге «Закрытие американского разума: как высшее образование подвело демократию и обнищало души сегодняшних студентов» (1987) утверждал, что моральная деградация является результатом незнания великих классиков, сформировавших западную культуру. Блум далее комментирует: «Но одно можно сказать наверняка: везде, где Великие Книги составляют часть учебной программы, студенты пребывают в восторге». Книга стала бестселлером, который разошёлся тиражом более миллиона экземпляров, и широко цитировалась в пользу аргумента о том, что классика содержит универсальные истины и вневременные ценности, которые игнорируются культурными релятивистами. Алан Блум писал, что отход от западного канона образования — это поражение университетского образования, поскольку релятивизм, заменивший его, убил необходимость образования как такового и отменил поиск лучшего и достойнейшего; рок-музыка способствовала деградации молодых людей; и вообще Америка не вносит никакого вклада в интеллектуальную жизнь мира с 1950-х годов; да и многое, что пришло раньше, было заимствовано (в обедненном варианте) из Хайдеггера, Ницше, Вебера, Фрейда и других европейских мыслителей. Книга Блума вдохновила ещё нескольких консерваторов, написавших свои книги, но при всей популярности, на академический университетский мир она не произвела должного действия. Блума критиковали за всё: начиная от интерпретации древнегреческой литературы до современной молодёжной культуры и феминизма, который, как он считал, оказывает вредное влияние.
С другой стороны, защитники канона утверждали, что те, кто его подрывает, делают это главным образом из политических интересов, и что такая критика ошибочна. Джон Сёрл, профессор философии Калифорнийского университета в Беркли писал, что книга Блума вызвала ненависть в профессорской среде. Он с горькой иронией говорил о том, что западный канон, от Сократа до Маркса, который всегда казался символом либерализма, теперь понимается как деспотический:

В этом есть определённая ирония (то есть политизированные возражения против канона) в том, что ранние студенческие поколения, например, моё собственное, знакомились с критической традицией, которая происходила от Сократа и публиковалась в сборнике «Федералист», трудах Милля и Маркса, вплоть до XX века, чтобы освободиться от душных конвенций традиционной американской политики и пиететов. Именно прививая критическое отношение, «канон» послужил демифологизации традиционных видов американской буржуазии и предоставил студенту точку зрения, с которой он сможет критически проанализировать американскую культуру и институты. По иронии судьбы, та же самая традиция теперь считается деспотичной. Тексты когда-то выполняли разоблачительную функцию; теперь нам говорят, что именно тексты должны быть разоблачены.Оригинальный текст (англ.)There is a certain irony in this [i.e., politicized objections to the canon] in that earlier student generations, my own for example, found the critical tradition that runs from Socrates through the Federalist Papers, through the writings of Mill and Marx, down to the twentieth century, to be liberating from the stuffy conventions of traditional American politics and pieties. Precisely by inculcating a critical attitude, the "canon" served to demythologize the conventional pieties of the American bourgeoisie and provided the student with a perspective from which to critically analyze American culture and institutions. Ironically, the same tradition is now regarded as oppressive. The texts once served an unmasking function; now we are told that it is the texts which must be unmasked.— 
Процесс определения границ канона бесконечен. Профессор философии Джон Сёрл говорил: «По моему опыту, на самом деле никогда не было фиксированного „канона“; был скорее определённый набор предварительных суждений о том, что имеет значение и качество. Такие суждения всегда подлежат пересмотру, и фактически они постоянно пересматривались».
Одной из примечательных попыток составить авторитетный литературный канон в англоязычном мире была программа «Великие книги западной цивилизации». Эта программа, разработанная в середине XX века, выросла из учебной программы Чикагского университета. Президент университета Роберт Хатчинс в соавторстве с Мортимером Адлером разработали курс, предназначенный для заполнения пробелов в образовании по трудам выдающихся западных мыслителей за последние три тысячелетия. Более ранняя попытка была предпринята в 1909 году президентом Гарвардского университета Чарльзом Элиотом. Серия Гарвардская классика представляла собой 51-томную антологию классических произведений мировой литературы. Взгляд Элиота был аналогичен взгляду шотландского философа и историка Томаса Карлейля: «Истинный университет современности — это коллекция книг».
Одно из главных возражений против канона литературы — вопрос об авторитете: кто должен иметь право определять, какие произведения стоит читать? В дебатах в Стэнфорде по поводу курса западной цивилизации один из аргументов против традиционной учебной программы был следующим: в курсе образуется два комплекта книг: те, которые находятся в списке «великих книг», и те, которые не достойны включения в него. Независимо от благих намерений создателей этих списков, учащиеся не рассматривали и не будут рассматривать эти отдельные категории как равные. Контраргументируя, Сёрл говорит:

Идеал совершенства, подразумеваемый в каноне, сам по себе воспринимается как угроза. Предположение о том, что «интеллектуальное совершенство» должно иметь приоритет над такими вещами, как справедливость, репрезентативность, выражение опыта ранее малопредставленных меньшинств и т. д., является элитистким… Я считаю приведённый аргумент удивительным. Одна из очевидных трудностей заключается в том, что любой список, о чём угодно, автоматически создает две категории: объекты, которые находятся в списке, и те, которые в него не входят.Оригинальный текст (англ.)I find this an amazing argument. One obvious difficulty with it is that if it were valid, it would argue against any set of required readings whatever; indeed, any list you care to make about anything automatically creates two categories, those that are on the list and those that are not.— 
Чарльз Алтиери, профессор Калифорнийского университета в Беркли, утверждал, что каноны — это «институциональная форма для воздействия на людей целого ряда идеализированных взглядов». Именно в соответствии с этим понятием произведение может быть со временем удалено из канона, чтобы отразить актуальный контекст и мысли общества.
Однофамилец Алана Блума, профессор гуманитарных наук Йельского университета и известный литературный критик Гарольд Блум решительно высказался в пользу канона в своей книге 1994 года «Западный канон. Книги и школа всех времен». В своём ответе на эту книгу американский историк Тодд Комптон утверждал, что каноны всегда общны по своей природе; что существуют ограниченные каноны, скажем, для курса по литературоведению, или перечни литературы для чтения на английском языке, но нет такого понятия, как один абсолютный канон литературы. Вместо этого существует множество противоречащих друг другу канонов. Он рассматривает «Западный канон» Блума только как личный канон.

### Четыре эпохи Блума
Американский литературный критик Гарольд Блум в 1994 году опубликовал книгу «Западный канон. Книги и школа всех времен» — продолжение полувековой дискуссии о процессах классификации и канонизации в литературе. Русский перевод был опубликован в 2017 году в «Новом литературном обозрении» и вызвал горячую полемику.
Блум рассказывает о двадцати шести главных авторах Западного мира (от Данте до Толстого, от Гёте до Беккета, от Диккенса до Неруды), а в самый центр канона помещает Шекспира. Блум разделил всю западную литературу на четыре периода:

#### Теократическая эпоха
2000 г. до н. э. — 1321 г. н. э., с пятью основными культурными традициями, которые повлияли на Запад:

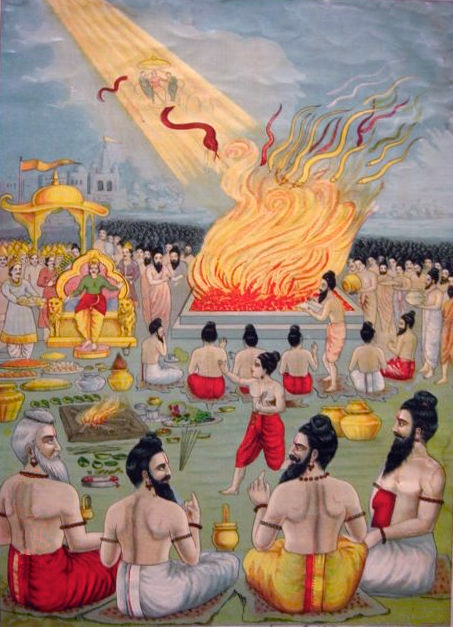
Великое жертвоприношение змей Джанамеджая. «Махабхарата»

- Древний Ближний Восток — «Эпос о Гильгамеше», «Книга Мёртвых», «Апокриф», «Пиркей авот» и Библия;
- Древняя Индия — «Махабхарата», «Бхагавадгита», «Рамаяна»;
- Древняя Греция — «Илиада» и «Одиссея» Гомера и «Царь Эдип» Софокла, «Труды и дни» Гесиода, лирика Архилоха, Сапфо, Алкмана;
- Древний Рим — «Энеида» (Вергилий) и «Метаморфозы» (Овидий);
- Средние века — «Исповедь» святого Августина.

#### Аристократическая эпоха
1321—1832 годы. В этот период значительное влияние на западную культуру оказали пять основных корпусов литературы и литература Португалии.
- Италия — «Божественная комедия» (Данте Алигьери), «Государь» (Макиавелли) и «Слуга двух господ» (Карло Гольдони);
- Франция — «Опыты» (Монтень), «Мизантроп» (Мольер) и «Кандид» (Вольтер);
- Германия — «Разбойники» (Фридрих Шиллер), «Фауст» и «Путешествие по Италии[англ.]» (Гёте);
- Испания — «Дон Кихот» (Мигель де Сервантес), «Севильский обольститель, или Каменный гость[англ.]» (Тирсо де Молина);
- Великобритания и Ирландия — «Гамлет» (Уильям Шекспир), «Потерянный рай» (Джон Мильтон) и «Путешествия Гулливера» (Джонатан Свифт);
- Португалия — «Лузиады» (Луиш де Камоэнс).

#### Демократическая эпоха
1832—1900 годы, когда развивается американская и русская литература:
- Великобритания и Ирландия — «Гордость и предубеждение» (Джейн Остин), «Приключения Оливера Твиста» (Чарльз Диккенс) и «Портрет Дориана Грея» (Оскар Уайльд);
- Италия — «Обручённые» (Алессандро Мандзони) и «Приключения Пиноккио» (Карло Коллоди);
- Франция — «Красное и чёрное» (Стендаль), «Госпожа Бовари» (Гюстав Флобер) и «Отверженные» (Виктор Гюго);
- Германия — «Кольцо нибелунга» (Рихард Вагнер), «Сказки братьев Гримм» (Братья Гримм) и «Эффи Брист[англ.]» (Теодор Фонтане);
- Испания и Португалия — «Фортуната и Хасинта[англ.]» (Бенито Перес Гальдос) и «Регентша» (Леопольдо Алас);
- Соединённые Штаты Америки — «Приключения Гекльберри Финна» (Марк Твен) и «Моби Дик» (Герман Мелвилл);
- Россия — «Преступление и наказание» (Фёдор Достоевский) и «Анна Каренина» (Лев Толстой).

#### Хаотическая эпоха

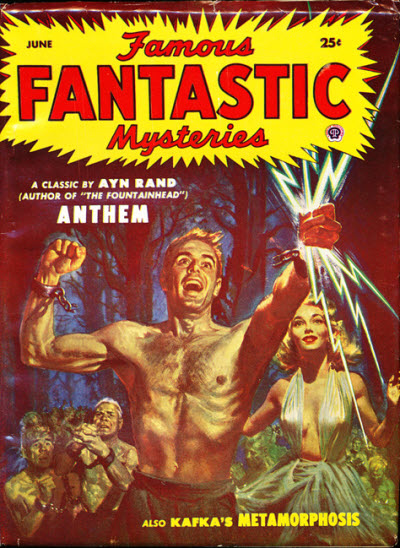
«Превращение»" Кафки было переиздано в июньском номере журнала Famous Fantastic Mysteries за 1953 год.

Период c 1900 года по настоящее время, в который входит множество стран и авторов (хотя Блум утверждает, что этот список «бесполезен, поскольку не все произведения здесь могут оказаться каноническими»):
- Соединенное Королевство и Ирландия — «Улисс» (Джеймс Джойс), «Миссис Дэллоуэй» (Вирджиния Вульф) и «Бесплодная земля» (Томас Элиот);
- Италия — «Шесть персонажей в поисках автора» (Луиджи Пиранделло) и «Самопознание Дзено» (Итало Свево);
- Франция — «В поисках утраченного времени» (Марсель Пруст), «Посторонний» (Альбер Камю) и «В ожидании Годо» (Сэмюэл Беккет);
- Германия и немецкоязычная Центральная Европа — «Волшебная гора» (Томас Манн), «Замок» (Франц Кафка) и «Человек без свойств» (Роберт Музиль);
- Испания и Португалия — «Цыганское романсеро[англ.]» (Федерико Гарсиа Лорка) и «Книга непокоя» (Фернандо Песоа);
- Соединённые Штаты Америки — «Великий Гэтсби» (Френсис Фицджеральд) и «Старик и море» (Эрнест Хемингуэй);
- Россия — «Король времени» (Велимир Хлебников) и «Один день Ивана Денисовича» (Александр Солженицын);
- Латинская Америка — «Вымышленные истории» (Хорхе Луис Борхес), «Всеобщая песнь[англ.]» (Пабло Неруда) и «Сто лет одиночества» (Габриэль Гарсиа Маркес);
- Африка — «И пришло разрушение[англ.]» (Чинуа Ачебе) и «Пшеничное зерно[англ.]» (Нгуги Ва Тхионго);
- Австралия и Новая Зеландия — «Человек, который любил детей[англ.]» (Кристина Стед) и «Воображаемая жизнь[англ.]» (Дэвид Малуф[англ.]);
- многие другие регионы, такие как Скандинавия, Польша, Израиль, Индия и т. д.

### В англоязычных странах

#### Британская поэзия эпохи Возрождения
Канон английской поэзии эпохи Возрождения XVI и начала XVII веков постоянно изменялся, а к концу XX века установившийся канон был подвергнут критике, особенно со стороны тех, кто хотел расширить его, включив, например, больше женщин-писательниц. Однако, во все времена центральными фигурами британского канона Возрождения оставались Эдмунд Спенсер, Филип Сидни, Кристофер Марло, Уильям Шекспир, Бен Джонсон и Джон Донн.
В первой половине XVII века метафизическая школа господствовала в английской поэзии, оказав значительное влияние на становление, в частности, творческой манеры Мильтона. Во главе направления стоял Джон Донн. В том же XVII веке поэт Джон Драйден в свой критике осуждал аспекты поэтов-метафизиков, и в классицистический «век Драйдена» (после 1660 г.) донновская манера вышла из моды и стала предметом насмешек. В это время возник интерес к елизаветинской поэзии, благодаря учению Томаса Уортона и других. В целом канон британской поэзии эпохи Возрождения сформировался в викторианский период благодаря таким антологиям, как Золотая сокровищница Пэлгрейва.
В XX веке Томас Элиот и Айвор Уинтерс были двумя литературными критиками, которые особенно интересовались пересмотром канона английской литературы эпохи Возрождения. Элиот, например, в 1926 году в статье, опубликованной в «Литературном дополнении к „Таймс“», был сторонником поэта Джона Дэвиса. В 1920-е годы Элиот многое сделал для того, чтобы установить важность метафизической школы, как посредством своего критического письма, так и путём применения их метода в своей собственной работе. Тем не менее, в 1961 году Альфред Альварес отмечал, что «Возможно, уже поздно писать о метафизиках. Великая мода на Донна прошла с уходом англо-американского экспериментального движения в современной поэзии». Два десятилетия спустя было выражено мнение, что акцент на их важности был попыткой Элиота и его последователей навязать английской поэзии 17 века «высокую англиканскую и роялистскую литературную историю».
Американский критик Айвор Уинтерс предложил в 1939 году альтернативный канон елизаветинской поэзии, который исключал бы известных представителей петраркианской школы поэзии в лице Филипа Сидни и Эдмунда Спенсера. Уинтерс утверждал, что народный стиль антипетраркианского движения был недооценён, и утверждал, что Джордж Гаскойн (1525—1577) «заслуживает быть причисленным […] к шести или семи величайшим лирическим поэтам столетия, а возможно, и выше».
К концу XX века установившийся канон становился всё более спорным.

### Расширение литературного канона в XX веке
В XX веке была проведена общая переоценка литературного канона, включая женскую литературу, постколониальную литературу, ЛГБТ-литературу, письменность цветных авторов, письменность трудящихся и культурные произведения исторически маргинализированных групп. Эта переоценка привела к масштабному расширению того, что считается «литературой», а такие жанры, которые до сих пор не считались «литературными», такие как детское творчество, журналы, письма, путевые заметки и многие другие, теперь являются предметом научного интереса.
Западный литературный канон также распространился на литературу Азии, Африки, Ближнего Востока и Южной Америки. Писатели из Африки, Турции, Китая, Египта, Перу, Колумбии, Японии и т. д. с конца 1960-х годов получают Нобелевские премии. Писатели из Азии и Африки также номинировались на Букеровскую премию и в последние годы получали её.

#### Феминизм и литературный канон

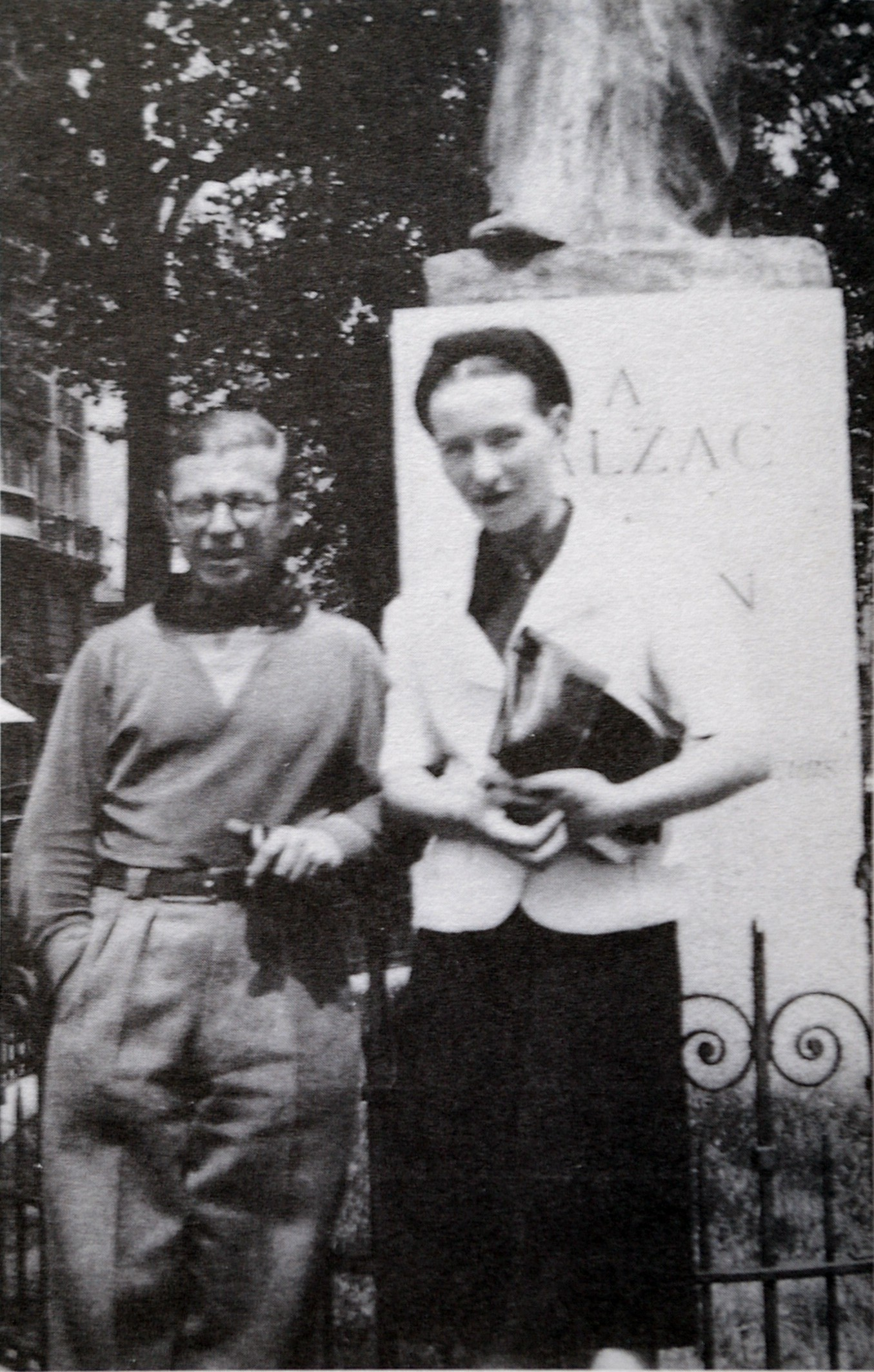
Жан-Поль Сартр и Симона де Бовуар у мемориала Бальзака

Феминистское движение породило феминистскую художественную и научную литературу и вызвало новый интерес к женскому письму. Оно также вызвало общую переоценку исторического и научного вклада женщин в ответ на убеждение о том, что жизнь и вклад женщин были недостаточно представлены в качестве областей, представляющих научный интерес.
Однако в Британии и Америке, по крайней мере с конца XVIII века, женщины добились больших литературных успехов. Многие крупные британские прозаики XIX века были женщинами, включая Джейн Остин, сестёр Бронте, Элизабет Гаскелл и Джорджа Элиота. Кроме того, свои произведения публиковали известные поэтессы: Элизабет Браунинг, Кристина Россетти и Эмили Дикинсон. В XX веке было также много крупных писательниц, в том числе Кэтрин Мэнсфилд, Дороти Ричардсон, Вирджиния Вульф, Юдора Уэлти и Марианна Мур. Известными писательницами во Франции были Колетт, Симон де Бовуар, Маргерит Юрсенар, Натали Саррот, Маргерит Дюрас и Франсуаза Саган.
Большая часть раннего периода феминистской литературной науки была отведена повторному открытию и восстановлению текстов, написанных женщинами. Издательство Virago Press в 1975 году опубликовало большой список романов XIX и начала XX века и стало одним из первых коммерческих издательств, присоединившихся к проекту рекламации женской литературы.

#### Чёрные авторы

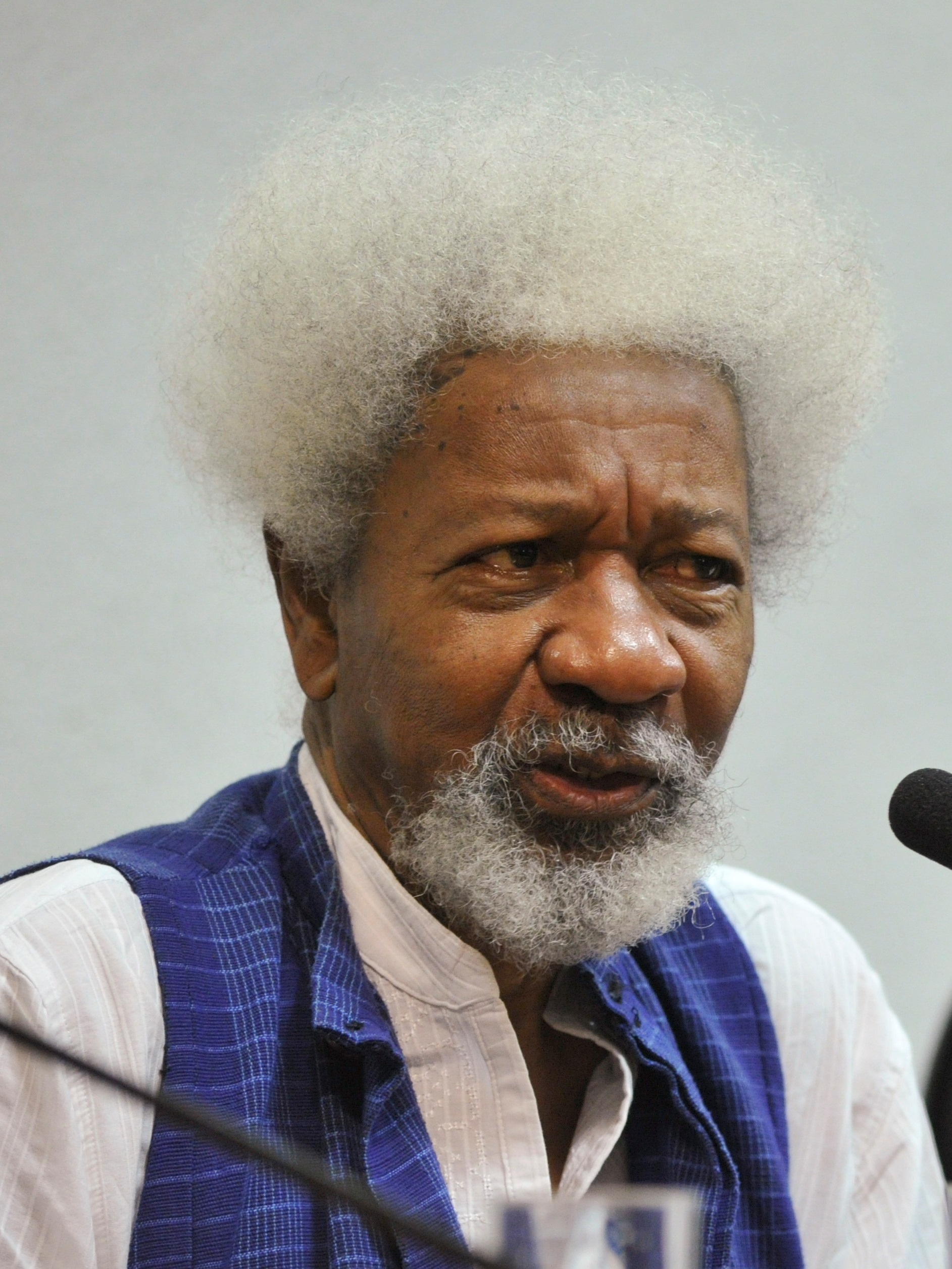
Нобелевский лауреат Воле Шойинка в 2015 году.

В XX веке западный литературный канон стал включать чернокожих писателей не только из числа чернокожих американских писателей, но и из более широкой африканской диаспоры писателей из Великобритании, Франции, Латинской Америки и Африки. Это в значительной степени коррелировало с изменением социальных и политических взглядов во время движения за гражданские права чернокожих в США. Первое всемирное признание пришло в 1950 году, когда Гвендолин Брукс стала первой чернокожей американкой, получившей Пулитцеровскую премию в области литературы. Роман Чинуа Ачебе «И пришло разрушение…» помог привлечь внимание к африканской литературе. Нигериец Воле Шойинка был первым африканцем, получившим Нобелевскую премию по литературе в 1986 году, а Тони Моррисон стала первой чернокожей американкой, получившей её в 1993 году.
Ранние американские чернокожие писатели бросили вызов вездесущим расовым предрассудкам, доказав, что они равны белым американским авторам. Как сказал критик Генри Луис Гейтс, «справедливо было бы описать подтекст истории чёрных букв как стремление опровергнуть утверждение о том, что, поскольку чёрные не имели письменных традиций, они были носителями неполноценной культуры».
Афроамериканские писатели пытались ниспровергнуть литературные традиции Соединённых Штатов. Некоторые ученые утверждают, что писательство традиционно рассматривалось как «нечто, определяемое доминирующей культурой как деятельность белых мужчин». Это означает, что в американском обществе литературное признание традиционно было тесно связано с расовой дискриминацией. Афроамериканская литература позаимствовава неписаные устные традиции и фольклор африканской диаспоры, разрушила «мистику связи между литературным авторитетом и патриархальной властью». Создавая свою собственную литературу, афроамериканцы смогли создать свои собственные литературные традиции. Такой взгляд на афроамериканскую литературу как на инструмент борьбы за политическое и культурное освобождение чернокожих высказывался на протяжении десятилетий, наиболее известными были выступления Уильяма Дюбуа.

#### Азия и Африка
С 1960-х годов западный литературный канон расширился, и в него вошли писатели из Азии, Африки и Ближнего Востока. Представители этих регионов стали получать Нобелевские премии по литературе.
Ясунари Кавабата (1899—1972) — японский прозаик, автор коротких рассказов, благодаря которым он получил Нобелевскую премию по литературе в 1968 году, став первым японским автором, получившим эту премию. Его произведения известны во всём мире и до сих пор пользуются спросом среди читателей.
Нагиб Махфуз (1911—2006) — египетский писатель, лауреат Нобелевской премии по литературе 1988 года. Он считается одним из первых современных писателей арабской литературы, наряду с Тауфиком аль-Хакимом, исследовавшим темы экзистенциализма. За 70 лет своей карьеры он опубликовал 34 романа, более 350 коротких рассказов, десятки сценариев к фильмам и пять пьес. По многим его работам были сняты египетские и зарубежные фильмы.
Кэндзабуро Оэ (р. 1935) — японский писатель и крупная фигура в современной японской литературе. Его романы, новеллы и эссе, находящиеся под сильным влиянием французской и американской литературы и теории литературы, посвящены политическим, социальным и философским вопросам, включая ядерное оружие, ядерную энергетику, социальный нонконформизм и экзистенциализм. Он был удостоен Нобелевской премии по литературе в 1994 году за создание «воображаемого мира, в котором жизнь и мифы сливаются, формируя смущающую картину сегодняшнего затруднительного положения человечества».
Гуань Мое (р. 1955), более известный под псевдонимом «Мо Янь», — китайский романист и автор коротких рассказов. Редактор американского еженедельника Time, Дональд Моррисон, назвал его «одним из самых известных, часто запрещаемых и нелегально копируемых из всех китайских писателей», а Джим Лич назвал его китайским ответом Францу Кафке или Джозефу Хеллеру. Он наиболее известен западным читателям как автор повести «Красный гаолян» 1987 года, по которой позже был снят фильм «Красный гаолян». В 2012 году Мо был удостоен Нобелевской премии по литературе за работу в качестве писателя, «который с галлюцинаторным реализмом объединяет народные сказки, историю и современность».
Орхан Памук (р. 1952) — турецкий писатель, сценарист, академик, лауреат Нобелевской премии по литературе 2006 года. Один из самых выдающихся турецких романистов. Его произведения были переведены на 63 языка и продавались тиражом более тринадцати миллионов экземпляров, самый продаваемый писатель Турции. Памук является автором романов «Белая крепость», «Чёрная книга», «Новая жизнь», «Имя мне — Красный», «Снег», «Музей невинности» и «Мои странные мысли». Он является почётным профессором Колумбийского университета в области гуманитарных наук, где преподает писательское мастерство и сравнительную литературу. Памук является первым турецким лауреатом Нобелевской премии. Он также является лауреатом многих других литературных наград. Роман «Имя мне — Красный» получил премию за лучшую иностранную книгу, премию Гринцане Кавур в 2002 году, и Дублинскую литературную премию в 2003 году.

#### Латинская Америка
Октавио Пас (1914—1998) — мексиканский поэт и дипломат. За свои работы в 1981 году он был удостоен премии Сервантеса, Нейштадтской литературной премии в 1982 году и Нобелевской премии по литературе в 1990 году.

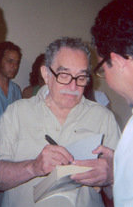
Гарсиа Маркес подписывает книгу « Сто лет одиночества» в Гаване, Куба

Габриэль Гарсиа Маркес (1927—2014) — колумбийский романист, сценарист и журналист. Считается одним из самых значительных авторов XX века и одним из лучших авторов, пишущих на испанском языке. В 1972 году он был удостоен Нейштадтской литературной премии, а в 1982 году — Нобелевской премии по литературе. Гарсиа Маркес начинал как журналист и написал множество известных произведений, но наиболее известен своими романами, такими как «Сто лет одиночества» (1967), «Осень патриарха» (1975) и «Любовь во время холеры» (1985). Его работы получили признание критиков и пользуются широким коммерческим успехом, в первую очередь благодаря популяризации литературного стиля под названием «магический реализм», использующего магические элементы в обычных и реалистичных ситуациях. Действие некоторых из его произведений происходит в вымышленной деревне под названием Макондо (в основном вдохновленной родиной писателя, Аракатакой), и большинство из них посвящены теме одиночества. После смерти Маркеса в апреле 2014 года президент Колумбии Хуан Мануэль Сантос назвал его «величайшим из когда-либо живших колумбийцев».
Марио Варгас Льоса (р. 1936) — перуанский писатель, политик, журналист, публицист, профессор колледжа и лауреат Нобелевской премии по литературе 2010 года. Варгас Льоса — один из самых выдающихся романистов и эссеистов Латинской Америки, а также один из ведущих писателей своего поколения. Некоторые критики считают, что он имел большее международное влияние и аудиторию, чем любой другой писатель латиноамериканского бума. После объявления Нобелевской премии по литературе 2010 года, Шведская академия заявила, что она была вручена Варгасу Льосе «за его картографию структур власти и резкие изображения сопротивления, восстания и поражения человека».

## Философский канон

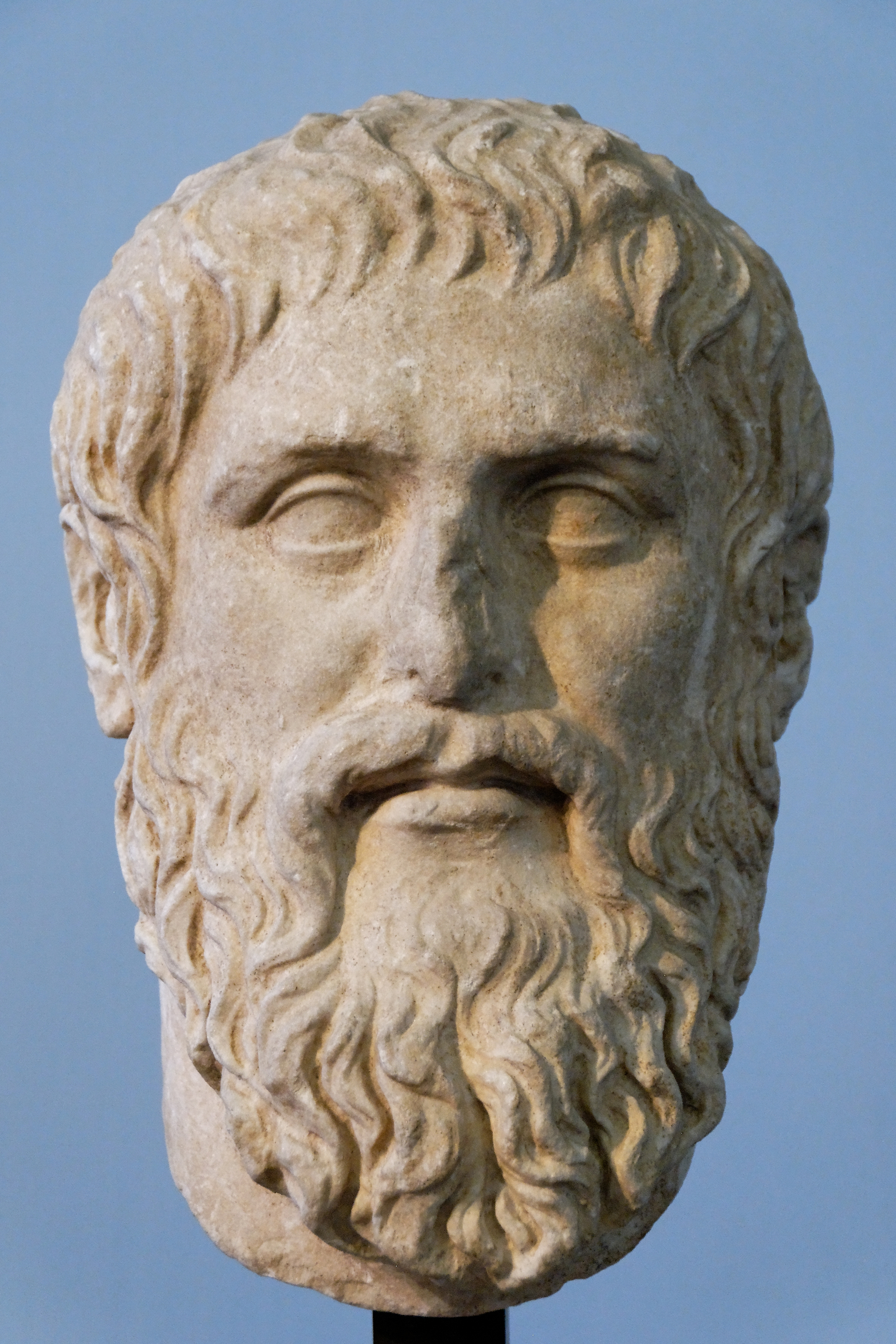
Платон. Мрамор, ок. 370 г. до н. э., римская копия Силанион для Академии в Афинах

Дебаты вокруг литературного канона актуальны и в отношении философского канона, особенно в отношении «Великих книг».
Древнегреческая философия неизменно занимала видное место в каноне. Сохранилось лишь относительно небольшое количество работ по греческой философии, в основном те, которые считались наиболее достойными копирования в средние века. Основными фигурами являются Платон, Аристотель и Сократ. В канон включена Древнеримская философия, но она считается менее значительной (что признавали и сами римляне). Античной философии других культур сейчас уделяется больше внимания, чем до XX века. Обширная часть христианской философии обычно представлена работами Аврелия Августина и Фомы Аквинского, а еврейский ученый XII века Маймонид известен по «Путеводителю растерянных». Академический канон философии раннего Нового времени обычно включает Декарта, Спинозу, Лейбница, Локка, Беркли, Юма и Канта, хотя многие мыслители того периода внесли значительный вклад в философию.
Женщины занимались философией на протяжении всей истории. Женщины-философы существовали с древних времен, в частности, Гиппархия (ок. 350—310 гг. до н. э.) и Арета Киренская (жившая в 5-4 вв. до н. э.). Некоторые из них публиковали свои философовские труды в эпоху античности, средневековья, Нового времени и в современности, но почти ни одна женщина-философ не вошла в философский канон Запада.
В начале 1990-х Канадская философская ассоциация утверждала, что в академической области философии существует гендерный дисбаланс и гендерные предрассудки. В июне 2013 года американский профессор социологии заявил, что «из всех недавних цитат в четырёх престижных философских журналах авторы-женщины составляют всего 3,6 процента от общего числа. В то время как в других областях гуманитарных наук наблюдается гендерный паритет, философия — в большей степени мужская наука, чем даже математика».

### Древняя Греция
Сегодня многие философы сходятся во мнении, что греческая философия оказала влияние на большую часть западной культуры с момента её зарождения. Альфред Уайтхед однажды отметил: «Наиболее безопасная общая характеристика европейской философской традиции состоит в том, что она состоит из серии сносок к Платону». Прослеживается влияние древнегреческих и эллинистических философов на раннюю исламскую философию, европейский Ренессанс и эпоху Просвещения. Вероятно, на греческую философию оказали влияние философия и мифологические космогонии древнего Ближнего Востока, а также индийская Веданта, но философия, как мы её понимаем, является греческим творением.
Платон был философом периода Классической Греции. Он основал Академию в Афинах — первое высшее учебное заведение в западном мире. В отличие почти от всех своих современников-философов, он считается наиболее значимой фигурой в развитии философии, особенно западной традиции.
Аристотель был древнегреческим философом и учёным. Его труды охватывают многие предметы — физику, биологию, зоологию, метафизику, логику, этику, эстетику, поэзию, театр, музыку, риторику, лингвистику, политику и государственное управление, и составляют первую всеобъемлющую систему западной философии. Взгляды Аристотеля на физику оказали глубокое влияние на средневековую науку. Их влияние простиралось от поздней античности и раннего средневековья до эпохи Возрождения и Просвещения, когда возникла классическая механика. В метафизике аристотелизм оказал глубокое влияние на иудейско-исламскую философскую и теологическую мысль в средние века и продолжает оказывать влияние на христианское богословие, особенно на неоплатонизм ранней церкви и схоластические традиции Римско-католической церкви. Аристотель был хорошо известен среди средневековой мусульманской интеллигенции и почитался как «Первый учитель» (араб. المعلم الأول‎). Его этика, хотя и всегда оказывала влияние, вновь привлекла к себе внимание с появлением этики добродетели. Все аспекты философии Аристотеля и сегодня остаются объектом активного академического изучения.

### Индийская философия
Крупнейшие западные писатели и философы испытывали влияние восточной философии.
Исследование сходных элементов в работе Плотина и ведической философской мысли выявило, как явные формы синкретизма, связанные с проникновением индийской философии в греческую культурную традицию в эллинистический период, так и наличие исходной тождественности некоторых ортодоксальных положений греческого и индийского направлений единой индоевропейской культуры.
Американский поэт-модернист Томас Элиот писал, что великие философы Индии «делают большинство великих европейских философов похожими на школьников». Артур Шопенгауэр в предисловии к своей книге «Мир как воля и представление» пишет, что тот, кто «получил и усвоил священную первобытную индийскую мудрость, лучше всех готов услышать то, что я ему скажу». Трансцендентализм, американское философское движение XIX века, также находился под влиянием индийской мысли.

### Китайская философия
Китайская философия зародилась в период, известный как «Сотня школ китайской мысли», процветавших с VI века до 221 года до нашей эры, который характеризовался значительным интеллектуальным и культурным развитием.
Большая часть китайской философии начинается в Период Сражающихся царств (475—403 гг. до н. э.), хотя некоторые элементы китайской философии существовали гораздо раньше; некоторые из них можно найти в «Книге Перемен», древнем сборнике предсказаний, который датируется по крайней мере 672 годом до нашей эры. Именно в эпоху Сражающихся царств возникло то, что Сыма Тан назвал основными философскими школами Китая: конфуцианство, легизм и даосизм. Они возникли вместе с другими философскими школами, которые позже остались в безвестности.

### Философия эпохи Возрождения
Среди крупнейших философов эпохи Возрождения — Никколо Макиавелли, Мишель де Монтень, Джованни Мирандола, Николай Кузанский и Джордано Бруно.

### Философы XVII века

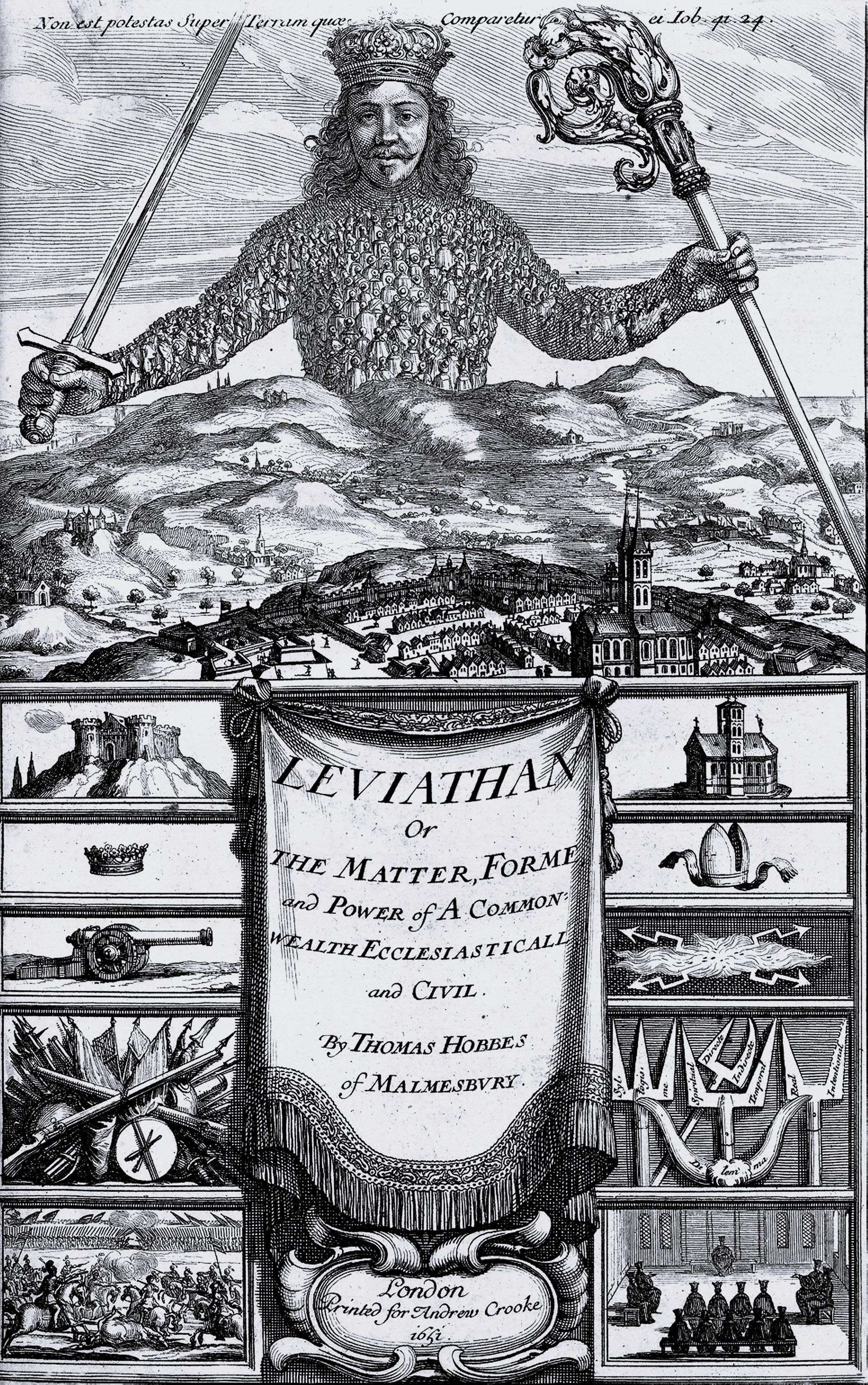
Фронтиспис «Левиафана» Томаса Гоббса

Семнадцатый век был важен для философии, и главными фигурами были Фрэнсис Бэкон (1561—1626), Томас Гоббс (1588—1679), Рене Декарт (1596—1650), Блез Паскаль (1623—1662), Бенедикт Спиноза (1632—1677), Джон Локк (1632—1704) и Готфрид Лейбниц (1646—1716).

### Философы XVIII века
Среди крупнейших философов XVIII века — Джордж Беркли (1685—1753), Шарль Монтескьё (1689—1755), Вольтер (1694—1778), Дэвид Юм (1711—1776), Жан-Жак Руссо (1712—1778), Дени Дидро (1713—1784), Адам Смит (1723—1790), Иммануил Кант (1724—1804), Эдмунд Берк (1729—1797) и Иеремия Бентам (1748—1832).

### Философы XIX века

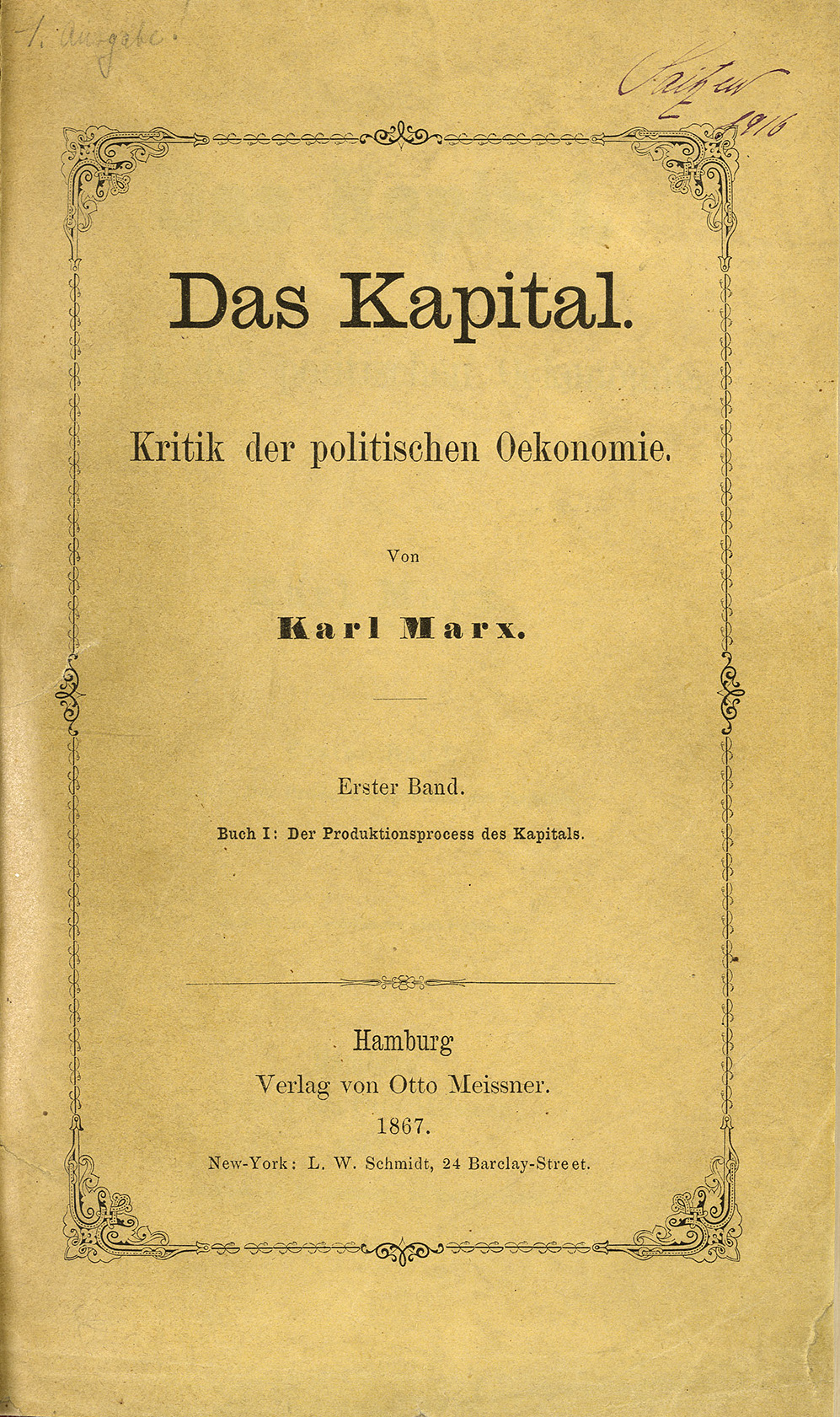
Первый том «Капитала» К. Маркса

Среди выдающихся философов XIX века — Иоганн Фихте (1762—1814), Георг Гегель (1770—1831), Фридрих Шеллинг (1775—1854), Артур Шопенгауэр (1788—1860), Огюст Конт (1798—1857), Сёрен Кьеркегор (1813—1855), Карл Маркс (1818—1883), Фридрих Энгельс (1820—1895) и Фридрих Ницше (1844—1900).

### Философы XX века
Среди крупнейших фигур XX века — Анри Бергсон (1859—1941), Эдмунд Гуссерль (1859—1938), Бертран Рассел (1872—1970), Мартин Хайдеггер (1889—1976), Людвиг Витгенштейн (1889—1951) и Жан-Поль Сартр (1905—1980). В этот период возникло чёткое различие между аналитической и континентальной философией. Аналитические подходы сегодня преобладают в Нидерландах, Скандинавии, Германии и некоторых частях Центральной и Восточной Европы. Факультеты гуманитарных/социальных наук в англоязычных странах, такие как факультеты истории, социологии, антропологии и политологии, как правило, отдают предпочтение континентальным методам, таким как методы Мишеля Фуко (1926—1984), Пьера Бурдьё (1930—2002), Жака Деррида (1930—2004) и Юргена Хабермаса (1929-).
Женщины-философы начали набирать популярность в последние сто лет. Известными женщинами-философами современности являются Сюзанна Лангер (1895—1985), Симона де Бовуар (1908—1986), Симона Вейль (1909—1943) и Марта Нуссбаум (1947-).

## Классическая музыка

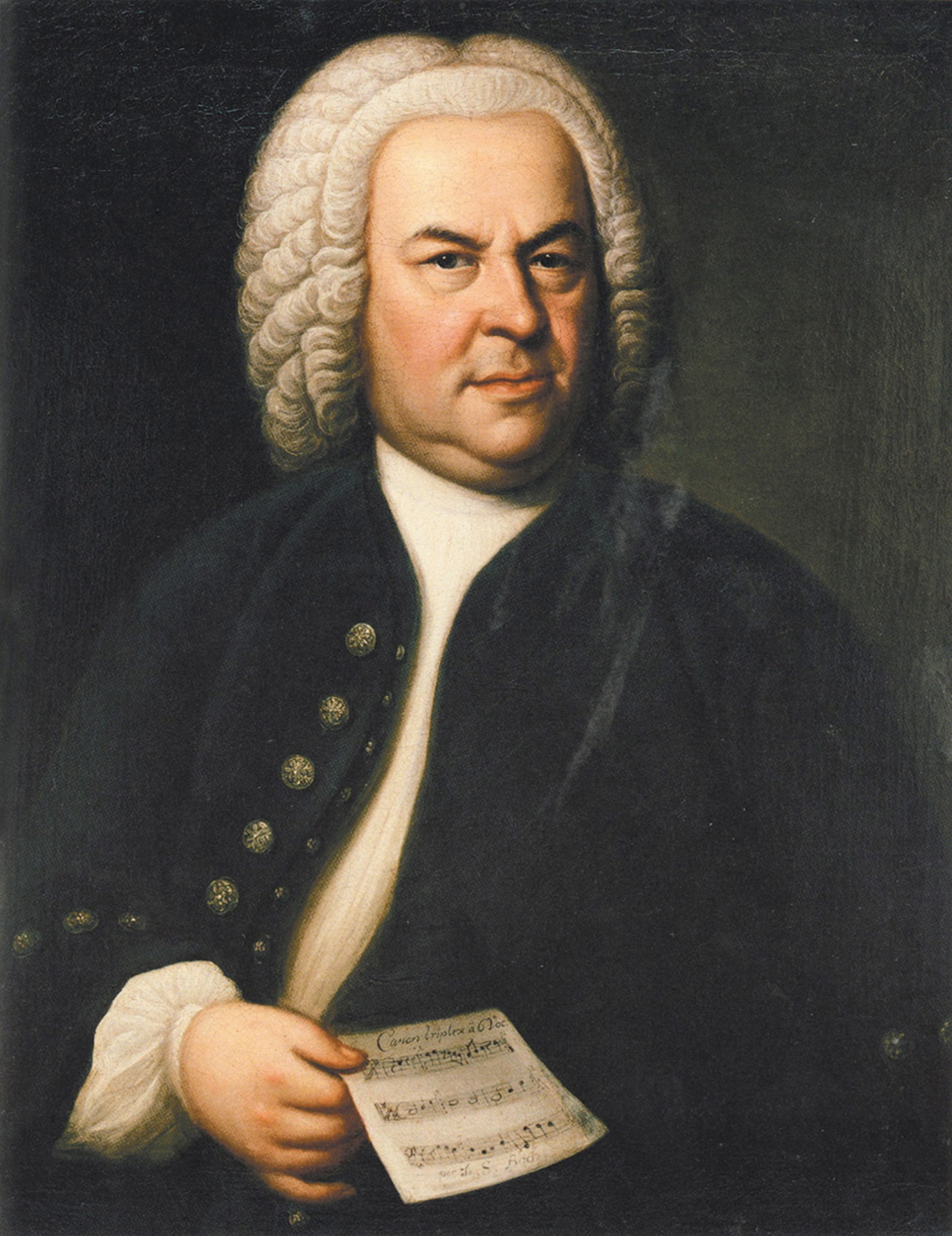
Иоганн Себастьян Бах

Музыканты эпохи позднего Возрождения/раннего барокко (Геррит ван Хонтхорст, Концерт, 1623)

Термин «классическая музыка» появился лишь в начале XIX века, в попытке канонизировать период от Иоганна Баха до Людвига Бетховена. Помимо Баха и Бетховена, другими крупными фигурами этого периода были Георг Гендель, Йозеф Гайдн и Вольфганг Амадей Моцарт. Самое раннее упоминание «классической музыки» в Оксфордском словаре английского языка датируется примерно 1836 годом.
В классической музыке в течение XIX века развивался «канон», сконцентрированный на наиболее важных произведениях, написанных с 1600 года, с бо́льшим вниманием к более поздней части этого периода, называемой Классическим периодом (около 1750 г. и далее). Кроме Бетховена в число крупнейших композиторов XIX века входят Роберт Шуман, Фредерик Шопен, Гектор Берлиоз, Ференц Лист, Рихард Вагнер, Иоганнес Брамс, Антон Брукнер, Джузеппе Верди, Густав Малер и Петр Ильич Чайковский.
В 2000-е годы в стандартном концертном репертуаре профессиональных оркестров, камерных ансамблей и хоров, как правило, основное внимание уделяется произведениям относительно небольшого числа композиторов-мужчин XVIII и XIX веков. Многие произведения, считающиеся частью музыкального канона, относятся к таким жанрам, как симфония, концерт, струнный квартет и опера. Народная музыка вдохновляла композиторов академической музыки, а с конца XIX века, в атмосфере усиливающегося национализма, народная музыка стала оказывать большее влияние на композиторов и была признана своего рода статусом в самом каноне.
С начала XX века незападная музыка начала оказывать влияние на западных композиторов. В частности, дань уважения к звучанию яванского гамелана можно найти в произведениях для западных инструментов Клода Дебюсси, Белы Бартока, Франсиса Пуленка, Оливье Мессиана, Пьера Булеза, Бенджамина Бриттена, Джона Кейджа, Стива Райха и Филипа Гласса. Дебюсси был чрезвычайно заинтересован в незападной музыке и её подходах к композиции. В частности, его привлек яванский гамелан, который он впервые услышал на Парижской выставке 1889 года. Он заимствовал элементы незападной эстетики в собственном творчестве, например, часто используя тихие диссонансы в сочетании с демпферной педалью, чтобы подражать «мерцающему» эффекту гамелана. На американского композитора Филипа Гласса оказали влияние не только выдающийся французский учитель композиции Надя Буланже, но и индийские музыканты Рави Шанкар и Алла Ракха. Его особый стиль возник из совместной работы с Шанкаром и Ракхой и их восприятием ритма в индийской музыке.
Во второй половине XX века канон распространился на старинную музыку доклассического периода и музыку барокко, кроме Баха и Георга Генделя. Среди композиторов этого периода — Антонио Вивальди, Клаудио Монтеверди, Доменико Скарлатти, Алессандро Скарлатти, Генри Пёрселл, Георг Телеман, Жан-Батист Люлли, Жан-Филипп Рамо, Марк-Антуан Шарпантье, Арканджело Корелли, Франсуа Куперен, Генрих Шютц и Дитрих Букстехуде. Более ранние композиторы, такие как Джованни Палестрина, Орландо ди Лассо и Уильям Бёрд, за последние сто лет также привлекли к себе больше внимания.
Отсутствие женщин-композиторов в каноне обсуждалось в XX веке. Женщины-композиторы работали на протяжении всего периода классической музыки. Марсия Цитрон исследовала «практики и взгляды, которые привели к исключению женщин-композиторов из принятого „канона“ исполняемых музыкальных произведений». Примерно с 1980 года музыка Хильдегарды Бингенской (1098—1179), немецкой бенедиктинской настоятельницы, и финского композитора Кайи Саариахо (род. 1952) завоевала мировую известность. Опера Саариахо «Любовь издалека» была поставлена в некоторых крупнейших оперных театрах мира, в том числе в Английской национальной опере (2009) и в 2016 году в Метрополитен-опера в Нью-Йорке.

## Изобразительное искусство

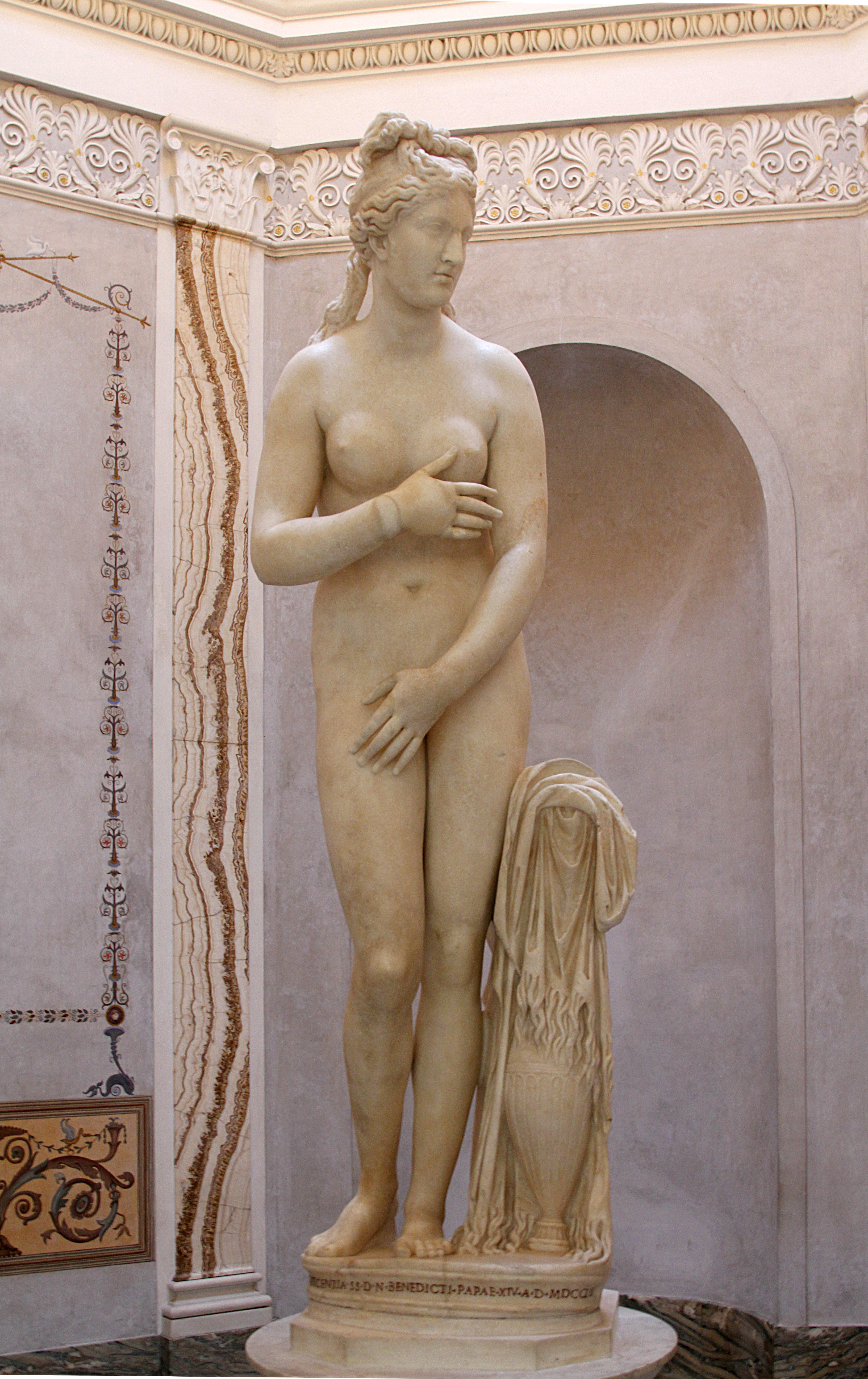
Капитолийская Венера (Капитолийские музеи), скульптура времён Антониновой династии (II в. н. э.)

Основой истории традиционного западного искусства являются произведения искусства, созданные по заказу богатых меценатов для частного или общественного пользования. В основном это было религиозное католическое искусство искусство. Классическое искусство Греции и Рима, начиная с эпохи Возрождения, является источником западной традиции.
Джорджо Вазари (1511—1574) — автор художественного канона и многих воплощённых в нём концепций. Его «Жизнеописания наиболее знаменитых живописцев, ваятелей и зодчих» охватывают только художников, работавших в Италии, с сильными профлорентийскими предрассудками и отбрасывают тень на последующие столетия. Искусство Северной Европы никогда не было столь престижным, как итальянское, поэтому положение Вазари о том, что Джотто ди Бондоне является отцом-основателем «современной» живописи, было в значительной степени сохранено. В живописи довольно расплывчатый термин «Старые мастера» охватывает художников примерно до времен Франсиско Гойи.
Этот «канон» остаётся важным, о чём свидетельствует подборка, представленная в учебниках по истории искусства, а также используемая при оценке произведений искусства. Но цена произведений искусства меняется со временем. В XIX веке барокко пришло в упадок, но было возрождено примерно в 1920-е годы. Произведения периода Высокого Возрождения, которое Вазари считал величайшим периодом, всегда сохраняли свой престиж, в том числе работы Леонардо да Винчи, Микеланджело и Рафаэля, но последующий период маньеризма уже не ценился так высоко.
В XIX веке зарождение академической истории искусства под руководством немецких университетов привело к гораздо лучшему пониманию и оценке средневекового искусства а также к более тонкому пониманию классического искусства, в том числе к осознанию того, что многие самые ценные шедевры скульптуры были позднеримскими копиями, а не греческими оригиналами. Европейская традиция искусства была расширена за счет включения в неё византийского искусства и новых открытий в области археологии, в частности этрусского искусства, кельтского искусства и искусства верхнего палеолита.
Начиная с XX века предпринимаются усилия по переосмыслению дисциплины, с тем чтобы она в большей степени включала в себя искусство, созданное женщинами, а также народное творчество и произведения, созданные за пределами Европы. В то же время, больше внимания уделяется незападным традициям, в том числе их месту в западном искусстве в более широких глобальных или евразийских традициях. Декоративно-прикладное искусство традиционно имело гораздо более низкий статус у критиков, чем изящные искусства, хотя часто высоко ценилось коллекционерами, и, как правило, ему всё ещё не придается большого значения в учебных заведениях или в популярных передачах на телевидении и в печати.

### Женщины и искусство

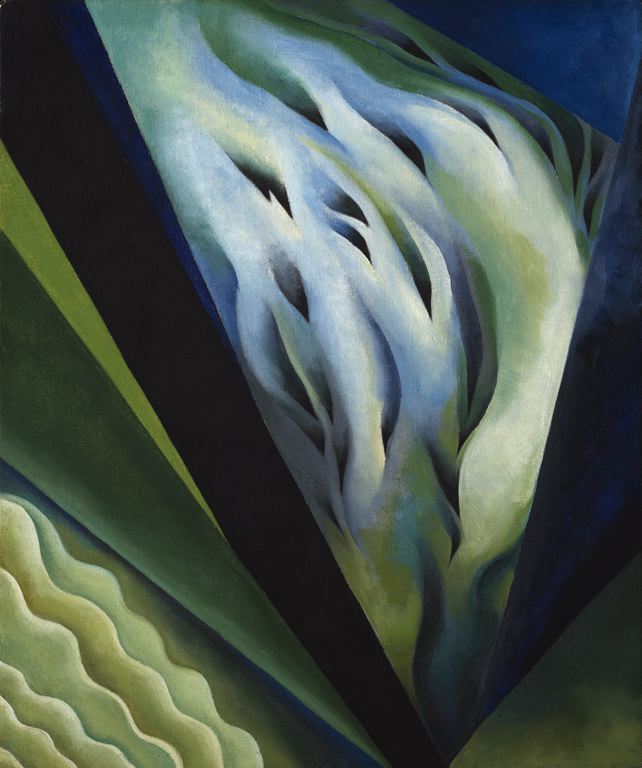
«Синяя и зелёная музыка» (1921), Джорджия О’Кифф, холст, масло

Английская художница и скульптор Барбара Хепуорт (1903—1975), чья работа является примером модернизма, и в частности современной скульптуры, является одной из немногих женщин-художниц, достигших международной известности. В 2016 году состоялась выставка искусства американской модернистки Джорджии О’Киф в Современной галерее Тейт в Лондоне. В декабре 2016 года выставка переместилась в Вену, а в 2017 году посетила Художественную галерею Онтарио в Канаде.

#### Историческое исключение женщин
Женщины на западе подвергались дискриминации с точки зрения получения образования, необходимого для того, чтобы стать художником. Кроме того, начиная с эпохи Возрождения обнаженная натура, чаще всего женская, занимает особое положение как предмет изобразительного искусства. В своём эссе 1971 года «Почему не было великих женщин-художников?» Линда Нохлин анализирует привилегии преимущественно мужского мира западного искусства, и утверждает, что аутсайдерский статус женщин позволил им иметь уникальную точку зрения не только для критики положения женщин в искусстве, но и для дополнительного изучения основополагающих предположений о гендере и способностях. В эссе Нохлин развивается аргумент о том, что как формальное, так и социальное образование ограничивало художественное развитие мужчин, и не позволяло женщинам (за редким исключением) оттачивать свои таланты и входить в мир искусства.
В 1970-е годы феминистки продолжили критику институционализированного сексизма в истории искусства, художественных музеях и галереях. Они поставили под сомнение вопрос о том, какие жанры искусства достойны музеев. Эта позиция сформулирована художницей Джуди Чикаго: «[Мне] очень важно понимать, что один из способов передачи важности мужского опыта — это предметы искусства, которые выставляются и хранятся в наших музеях. В то время как мужчины ощущают присутствие в наших художественных учреждениях, женщины в первую очередь испытывают отсутствие, за исключением изображений, которые не обязательно отражают собственное представление женщин о себе».

## Источники, содержащие канонические списки

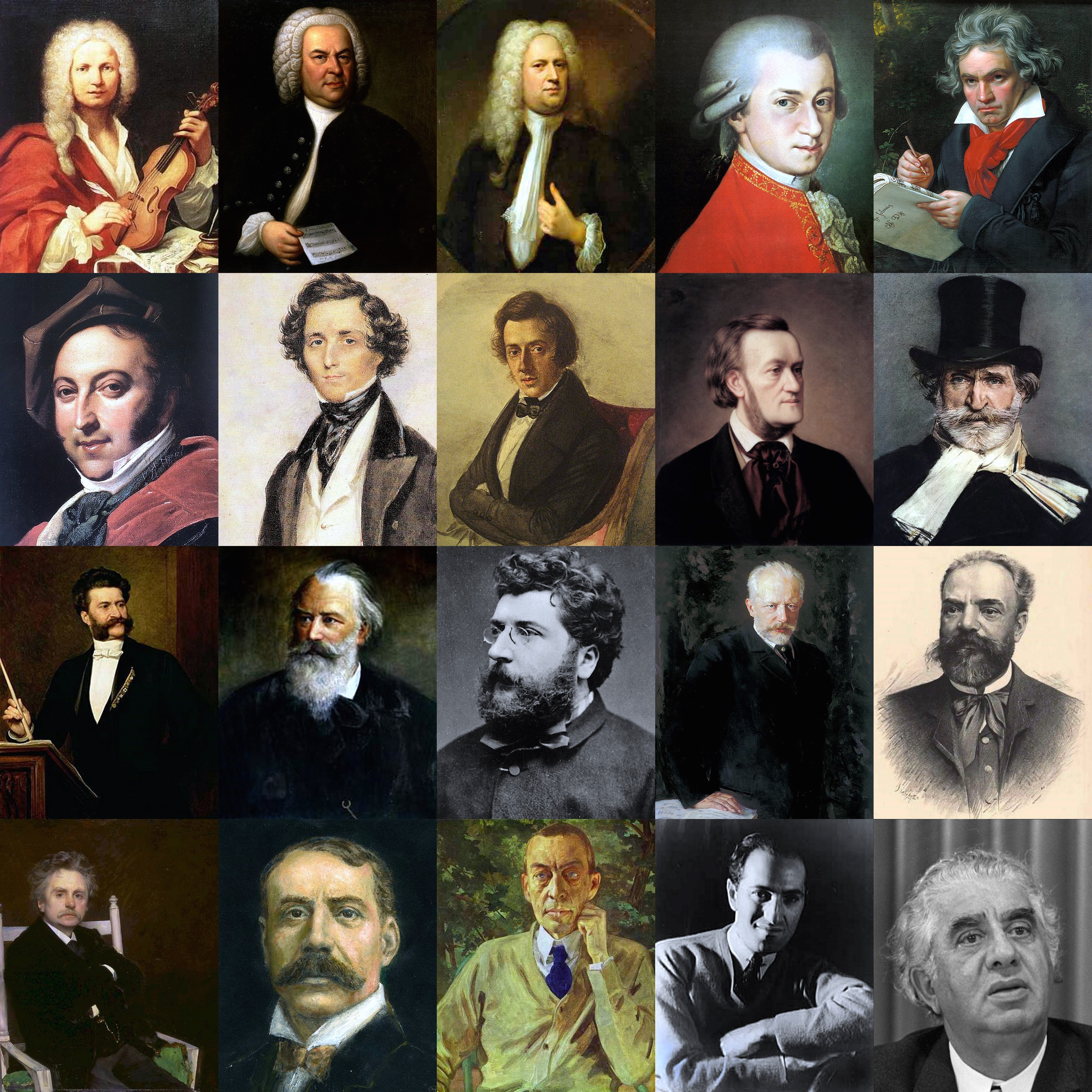
Коллаж из портретов композиторов, у каждого из которых есть известные произведения в каноне классической музыки. Слева направо: Верхний ряд: Антонио Вивальди, Иоганн Бах, Георг Гендель, Вольфганг Моцарт, Людвиг ван Бетховен; второй ряд: Джоакино Россини, Феликс Мендельсон, Фридерик Шопен, Рихард Вагнер, Джузеппе Верди; третий ряд: Иоганн Штраус II, Иоганнес Брамс, Жорж Бизе, Пётр Чайковский, Антонин Дворжак; нижний ряд: Эдвард Григ, Эдвард Элгар, Сергей Рахманинов, Джордж Гершвин, Арам Хачатурян